# Tango-Fieber
Tango-Fieber (Originaltitel: The Tango Lesson) ist ein Spielfilm von Sally Potter aus dem Jahr 1997. Der Film beschreibt die Romanze zwischen der Drehbuchautorin und Regisseurin Sally und dem professionellen Tango-Tänzer Pablo Verón. Durch die Musik und die Tanzeinlagen wurde der Film zur Hommage an den traditionellen Tango Argentino.

## Handlung
Auf einer Tango-Show in Paris lernt Sally, die gerade mit der Arbeit an einem neuen Drehbuch ins Stocken gerät, den Tangotänzer Pablo Verón kennen. Sie beschließt, bei ihm Tanzstunden zu nehmen. Durch unumgängliche Reparaturarbeiten in ihrem Haus ist die Regisseurin dazu gezwungen, für einige Wochen aus ihrer Wohnung auszuziehen. Sie reist nach Buenos Aires und nimmt dort Tanzunterricht. Bei ihrer Rückkehr nach Paris merkt Pablo den Unterschied sofort.
Nach und nach erlebt Sally den Eintritt in eine neue Welt. Erste Tanzversuche in einer Milonga, neue Schuhe mit den für Tango Argentino typischen extrem hohen Absätzen und schließlich der erste, schwierige Auftritt mit Pablo Verón in einer Tango-Show, die die aufkeimende Sympathie zwischen beiden fast zerstört. Sally plant einen Film mit Pablo in der Hauptrolle, da ihr ihre ursprüngliche Drehbuchidee nicht mehr gefällt. Über das Verhalten in Tangokreisen, in denen der Mann traditionell dominiert, und beim Filmen, welches Sallys Territorium ist, geraten beide in Streit. Nach einer längeren Trennung kommt Sally beim Betrachten eines Gemäldes auf den Gedanken der Versöhnung, den Pablo annimmt. Sie treffen sich mit Sallys Tanzlehrern in Buenos Aires. Die Suche nach einem Drehort verläuft stockend. Sally wird ihren Film ohne die benötigten Gelder drehen. Tanzend verschwindet das Paar in der letzten Einstellung aus dem Blickfeld des Betrachters.

## Rezeption
Der Film wurde in der Presse sehr unterschiedlich besprochen. Bei Rotten Tomatoes sind 53 % der Kritiken positiv bei insgesamt 19 Kritiken; die durchschnittliche Bewertung beträgt 6/10.
Die Filmzeitschrift Cinema bezeichnete Tango-Fieber als „sehr persönliches“ Werk Sally Potters, da es deutliche Parallelen zu ihrem Leben aufweise. Verantwortlich für Drehbuch, Regie, Hauptrolle und auch Teile der Filmmusik, verliere sie aber „zuweilen die Distanz zu ihrer Geschichte“, dies trübe „ein wenig diese technisch wie emotional überzeugende Hommage an den Tango Argentino“. Die Los Angeles Times schrieb, dass der Tango die „einzige Stärke des Films“ sei, lobte aber die Tanzszenen ausdrücklich als sehenswerten Genuss. Neben Potters tänzerischen Fähigkeiten, sei dies der „fließenden“ Kameraführung, dem „eleganten Filmschnitt“ und dem „wundervollen Tango Soundtrack“ geschuldet. Variety beschrieb die Tangoszenen als „hypnotisierend“ und sah diese Wirkung ebenfalls in der Kameraführung und dem Filmschnitt begründet.
Der filmdienst attestierte, Tango-Fieber sei ein „ambitionierter Tanz- und Musikfilm mit herausragenden Tanzszenen“, jedoch überfrachte die Regisseurin „ihr Werk mit philosophischen Aspekten“. Der Film gerate „zudem häufig in die Nähe zum Kitsch“. Die Zeit schrieb, Potter konzentriere sich „statt auf den Tanz“ zu sehr auf die „letzten Fragen: über das Menschsein an und für sich, über Kunst und Leben, Zufall und Schicksal, Macht und Unterwerfung und dazu noch die jüdische Identität“ und resümierte angesichts dieser „Anmaßung“, der Film sei „ein Eigentor des Autorenfilms“. Die FAZ sah eine Schwäche des Films in der klischeehaften Darstellung der Protagonisten. Auf der einen Seite Sally, die blasse, „stets debattenfreudig und verständnisinnig, mit gütigen, kleinen Spitzmausaugen“ blickende Britin, auf der anderen Seite Veron, der „geschmeidige latin lover immer auf dem Sprung, mit routiniert geölten Blitzen im Blick“. Dies finde aber eine Entsprechung im Film, der „nostalgisch in Schwarzweiß“ gehalten sei.
Roger Ebert zeigte sich hingegen fasziniert, dass es bei dem „Zweikampf“ zwischen Sally und Veron weniger um „Versuchung“, als vielmehr um die „Bewusstwerdung von Leidenschaft“ gehe. Er führte dazu aus, dass die meisten Tänze für Verliebte seien, Tango jedoch ein Tanz für jene, „die die Liebe überlebt haben und noch immer ein wenig verärgert darüber sind, verletzt worden zu sein“. Der Film Tango-Fieber sei für diejenigen, „die diesen Unterschied verstehen wollen“.

## Auszeichnungen
Im Jahr 1997 gewann Tango-Fieber den Preis Bester Film beim Festival Internacional de Cine de Mar del Plata. Im gleichen Jahr erhielt er zusammen mit neun weiteren Filmen die Auszeichnung Spezielle Würdigung für Exzellenz im Filmemachen im Rahmen des National Board of Review Award.
Im Jahr 1998 wurde der Film als Bester nicht-englischsprachiger Film für den britischen BAFTA Award nominiert. Pablo Verón bekam für seine tänzerische Leistung ebenfalls im Jahr 1998 den American Choreography Award.